# Lake Mohawk
Lake Mohawk é uma Região censo-designada localizada no estado americano de Nova Jérsei, no Condado de Sussex.

## Demografia
Segundo o censo americano de 2000, a sua população era de 9755 habitantes.

## Geografia
De acordo com o United States Census Bureau tem uma área de
15,9 km², dos quais 12,9 km² cobertos por terra e 3,0 km² cobertos por água.

## Localidades na vizinhança
O diagrama seguinte representa as localidades num raio de 12 km ao redor de Lake Mohawk.